# SSSSSSS
«SSSSSSS» (Ssssnake (с англ. — «Ззззмея») в прокате в Великобритании) — американский фильм ужасов 1973 года.

## Сюжет
Доктор Карл Стоунер, специалист по змеям (англ. ophiologist), нанимает себе помощника — студента колледжа Дэвида Блэйка, поскольку его предыдущий ассистент, Тим МакГро, загадочным образом пропал.
Доктор вводит Дэвиду несколько якобы профилактических вакцин, призванных уберечь его от возможных укусов змей, и вскоре студент начинает ощущать странные побочные эффекты этих уколов. На самом деле молодой человек становится жертвой опасных экспериментов доктора.
Между тем Дэвид влюбляется в Кристину, дочь доктора, чему сам доктор Стоунер совсем не рад.
Однажды Кристина отправляется на «шоу уродов» (англ. freak show), и в одном из экземпляров, человеке-змее, узнаёт бывшего помощника её отца, Тима. Дэвид также начинает превращаться в кобру.

## В ролях
- Дирк Бенедикт — Дэвид Блэйк, новый ассистент доктора Стоунера
- Строзер Мартин — доктор Карл Стоунер
- Хезер Мензис — Кристина Стоунер, дочь доктора Стоунера
- Реб Браун — Стив Рэндэлл, бывший ассистент доктора Стоунера
- Ричард Шалл — доктор Кен Дэниэлс
- Тим О’Коннор — Коген
- Джек Джинг — шериф Дэйл Хардисон

## Факты
- В 1975 году фильм номинировался на премию Сатурн в категории «Лучший научно-фантастический фильм», но не выиграл награды[3].
- Для съёмок фильма из Сингапура привезли питона, а из Таиланда — пять «свежепойманных» королевских кобр длиной всего от 25 до 40 см. В каждом новом кадре одной и той же сцены использовались разные змеи. Бо́льшую часть времени кобры хотели сбежать и никак не хотели вставать в характерную «стойку атаки», так нужную для съёмок. Единственная сцена с кукольной коброй — в которой доктор Стоунер хватает змею за голову[4].
- Премьерный показ в разных странах[5]:
  - США — июль 1973
  - Швеция — 8 октября 1973
  - Португалия — 21 марта 1974
  - Франция — 8 мая 1974
  - Западная Германия — 30 сентября 1976
  - Норвегия — 5 ноября 1977
  - Финляндия — 24 марта 2010 (выход на DVD)